# 503
503 (DIII) var ett normalår som började en onsdag i den julianska kalendern.

## Händelser

### Okänt datum
- Det persisk-romerska kriget fortsätter till 557. Fred sluts 567.

## Födda
- Kejsar Jianwen av Liang
- Kejsar Wu av Chen

## Avlidna
- Al-Nu'man II ibn al-Aswad, kung över lakhmiderna.
- Fan Yun, kinesisk poet.